# Lagoa dos Três Cantos
Lagoa dos Três Cantos este un oraș în Rio Grande do Sul (RS), Brazilia.